# Bob Weir
Bob Weir, nome completo Robert Hall Weir (San Francisco, 16 ottobre 1947), è un cantante e chitarrista statunitense.
È stato cantante e chitarra ritmica del gruppo statunitense dei Grateful Dead.

## Carriera musicale

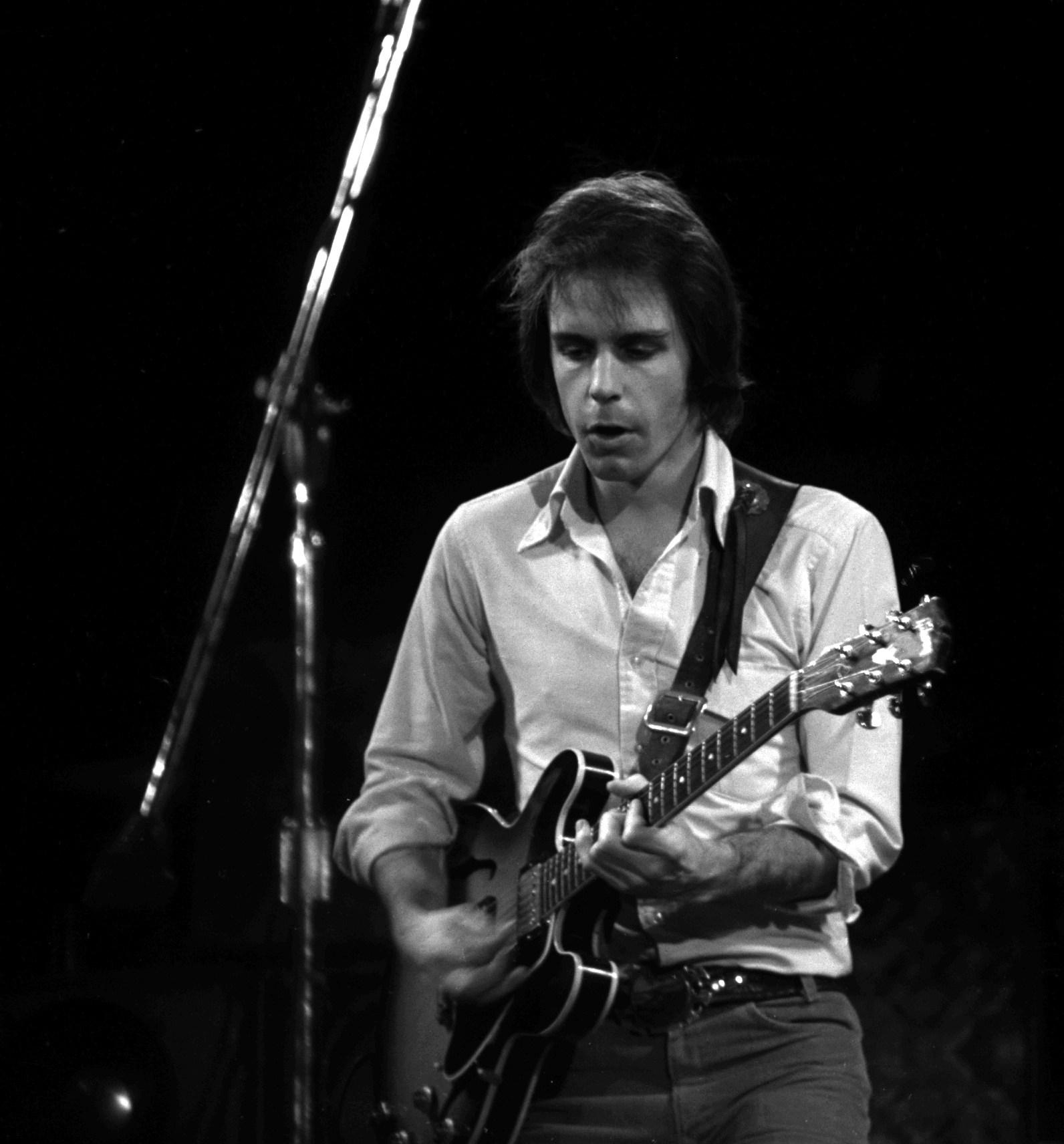
Il chitarrista Bob Weir nel 1975

Nato a San Francisco, è stato cresciuto dai genitori adottivi nel sobborgo di Atherton. Ha cominciato a suonare la chitarra all'età di 13 anni, dopo aver sperimentato senza successo il pianoforte e la tromba. Ebbe grossi problemi a scuola a causa della sua indiagnosticata dislessia e fu espulso da ogni scuola che frequentò. Una di queste scuole fu la Fountain Valley School nel Colorado dove fece amicizia con John Perry Barlow che, insieme a Robert Hunter, sarebbe diventato il principale paroliere dei Grateful Dead. Il 31 dicembre del 1963 il sedicenne Bob si trovava con un amico a Palo Alto alla ricerca di un locale dove passare la serata, quando sentì il suono di un Banjo. Incuriositi, i due ragazzi seguirono il suono della musica fino al luogo dal quale essa proveniva, il Dana Morgan's music store. Qui un giovane ragazzo, dimenticatosi del giorno di festa, stava aspettando l'arrivo dei suoi studenti: il suo nome era Jerry Garcia. Jerry e Bob trascorsero tutta la notte suonando insieme e decisero di formare un gruppo. Battezzata inizialmente con il nome di Mother McCree's Uptown Jug Champions, la band venne più tardi rinominata "The Warlocks" ed infine The Grateful Dead. Weir fu principalmente la chitarra ritmica del gruppo, e in numerose occasioni anche prima voce, durante la trentennale carriera dei Grateful Dead. Nel 1968 la Warner Music, l'etichetta discografica dell'epoca, lo licenziò per un breve periodo dalla band insieme a Pigpen ma venne richiamato poco tempo dopo. Alla fine degli anni settanta iniziò a sperimentare la tecniche della Slide Guitar. Il suo modo di suonare fu fortemente influenzato dal pianista Hard bop McCoy Tyner e Weir stesso ha citato come suoi modelli John Coltrane, il Rev. Gary Davis, e Igor Stravinsky.

## Carriera solista e post Grateful Dead
Il primo album solista di Weir, Ace, fu pubblicato nel 1972: fu il secondo disco solista di un componente dei Grateful Dead, dopo l'esordio solista di Jerry Garcia in "Garcia"; questo lavoro viene generalmente considerato un disco dei Grateful Dead, visto che tutti i membri partecipano alla registrazione. Sebbene abbia sempre continuato a suonare nei Grateful Dead, nel 1975 ha suonato nel gruppo "Kingfish" con gli amici Matt Kelly e Dave Torbert. Weir ha avuto anche una breve esperienza con la "Bob Weir Band" con Brent Mydland alle tastiere e tempo dopo con il gruppo Bobby and the Midnites.
Poco prima della morte di Garcia nel 1995, Weir formò un altro gruppo, i "Ratdog Revue", successivamente abbreviato in Ratdog. A partire dall'11 novembre 2006, Weir ha effettuato circa 700 spettacoli con i Ratdog, esibendosi in cover dei Beatles, di Bob Dylan, di Chuck Berry e anche degli stessi Grateful Dead. Weir ha anche partecipato a varie riformazioni dei Grateful Dead: gli ex membri della band si riunirono nel 1998, 2000 e 2002 con il nome The Other Ones e nel 2003, 2004 come i The Dead.
Nel 2009 forma con l'amico, e compagno d'avventura nei Dead, Phil Lesh i Furthur, impegnandosi anche in lunghe tournée per gli Stati Uniti, proponendo tra l'altro numerose cover dei Grateful Dead.

## Vita privata

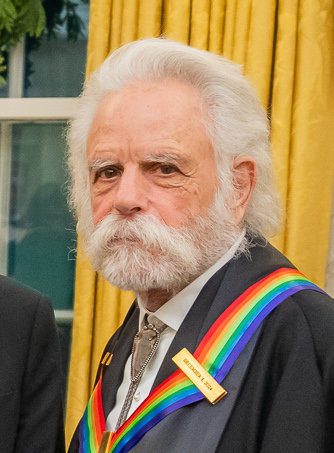
Weir nel 2024

Il 15 luglio 1999 Weir ha sposato Natascha Münter. Hanno avuto due figlie, Shala Monet Weir e Chloe Kaelia Weir. 

La sorella più giovane di Natascha, Leilani Munter, ha partecipato ad alcune gare dei campionati statunitensi "ARCA Racing Series" e "Firestone Indy Lights".

## Chitarre
In tutta la sua carriera, Weir ha utilizzato un gran numero di chitarre. Una vecchia foto degli "Warlocks" in concerto mostra Bob che suona una Gretsch Duo-Jet e, dopo che gli Warlocks divennero i Grateful Dead, Weir suonò inizialmente una Rickenbacker 365, una Guild Starfire IV, una Fender Telecaster, per poi arrivare a usare stabilmente una Gibson ES-335 cherry red del 1965, sebbene abbia utilizzato in qualche occasione anche una Gibson ES-345. In alcuni concerti nel 1971 Bob utilizzò anche una Gibson Les Paul nera. Nel film The Grateful Dead Movie (1974) si può vedere Weir suonare con la ES-335 sunburst. Durante i primi anni settanta Weir ha anche suonato una Gibson SG.
Nel 1974, Weir cominciò a lavorare con Jeff Hasselberger della Ibanez per sviluppare uno strumento personalizzato. Weir cominciò a suonare la Ibanez 2681 durante la registrazione di Blues for Allah, insieme a un modello chiamato "Cowboy Fancy" che usò fino a metà anni ottanta. Nel dopo-Grateful Dead, Weir ha suonato una Modulus G3FH personalizzata, insieme a una Gibson ES335, e pare abbia ritirato la Fender Telecaster del 1956 precedentemente appartenuta al fratellastro, James Parber.

## Discografia
1. Ace - Bob Weir (1972)
2. Kingfish - Kingfish (1976)
3. Live 'n' Kickin' - Kingfish (1977)
4. Heaven Help the Fool - Bob Weir (1978)
5. Bobby & the Midnites - Bobby and the Midnites (1981)
6. Where the Beat Meets the Street - Bobby and the Midnights (1984)
7. Kingfish in Concert: King Biscuit Flower Hour - Kingfish (1996)
8. Live - Bob Weir and Rob Wasserman (1998)
9. Mother McCree's Uptown Jug Champions - Mother McCree's Uptown Jug Champions (1999)
10. Evening Moods - Ratdog (2000)
11. Live at Roseland - Ratdog (2001)
12. Weir Here - The Best of Bob Weir - compilation (2004)